# Liste der denkmalgeschützten Objekte in Faistenau
Die Liste der denkmalgeschützten Objekte in Faistenau enthält die denkmalgeschützten, unbeweglichen Objekte der Gemeinde Faistenau.

## Denkmäler
| Foto |                 | Denkmal                                                              | Standort                                    | Beschreibung | Metadaten |
| ---- | --------------- | -------------------------------------------------------------------- | ------------------------------------------- | --- | --- |
| ja   | Datei hochladen | Kath. Pfarrkirche hl. Jakobus d. Ä. HERIS-ID: 15184 Objekt-ID: 11424 | Standort KG: Faistenau                      | → Hauptartikel : Pfarrkirche Faistenau f1                                                                                            | BDA-Hist.: Q18909583 Status: § 2a Stand der BDA-Liste: 2025-06-30 Name: Kath. Pfarrkirche hl. Jakobus d. Ä. GstNr.: .1 Kath. Pfarrkirche hl. Jakobus der Ältere, Faistenau |
| ja   | Datei hochladen | Friedhof, Kirchhof HERIS-ID: 15185 Objekt-ID: 11425                  | bei Am Lindenplatz 2 Standort KG: Faistenau | Der Friedhof umgibt die Pfarrkirche. Die hölzerne Gruftlaube mit einem Pultdach im Norden des Areals stammt aus dem 19. Jahrhundert. | BDA-Hist.: Q37771876 Status: § 2a Stand der BDA-Liste: 2025-06-30 Name: Friedhof, Kirchhof GstNr.: .1 Friedhof Faistenau                                                   |
| ja   | Datei hochladen | Forstverwaltung Hintersee HERIS-ID: 11896 Objekt-ID: 8017            | Seestraße 22 Standort KG: Vordersee         | | BDA-Hist.: Q38115937 Status: Bescheid Stand der BDA-Liste: 2025-06-30 Name: Forstverwaltung Hintersee GstNr.: .89, 598                                                     |